# Oxalis commutata
Oxalis commutata är en harsyreväxtart som beskrevs av Otto Wilhelm Sonder. Oxalis commutata ingår i släktet oxalisar, och familjen harsyreväxter. Inga underarter finns listade i Catalogue of Life.